# XV Mostra de Cinema Llatinoamericà de Catalunya
La XV Mostra de Cinema Llatinoamericà de Catalunya va tenir lloc a Lleida entre el 27 de març i el 4 d'abril de 2009. Fou organitzada pel Centre Llatinoamericà de Lleida amb el suport del Patronat de Turisme de la Paeria de Lleida i la col·laboració de la Fundació "la Caixa", la Universitat de Lleida, l'Instituto de Cooperación Iberoamericana, el Ministeri d'Assumptes Socials d'Espanya, la Casa de América i l'Institut Català de Cooperació Iberoamericana. La inauguració i clausura es van celebrar al Teatre Principal de Lleida i les exhibicions a l'Espai Funatic i al Cafè del Teatre de l'Escorxador. En total, en aquesta edició es van projectar 82 pel·lícules, de les quals 12 competiren en la secció de llargmetratges, 12 més en la de curts i 14 en la de documentals.
El país convidat fou el cinema xicano i foren entregats els premis d'honor de la mostra a Ángela Molina i Jorge Perugorría així com a Jordi Dauder en una cerimònia presentada per Txe Arana i Vladimir Cruz. També es va fer un recordatori a Ulises Dumont i a Leonardo Favio, i les exposicions "Mèxic vist per Buñuel" i "Vaya Valla" sobre la publicitat revolucionària de la Cuba castrista.

## Pel·lícules exhibides

### Llargmetratges de la selecció oficial
- Negro Buenos Aires de Ramon Térmens
- Morenita, el escándalo d'Alan Jonsson
- La buena vida d'Andrés Wood
- Desierto adentro de Rodrigo Plá
- Purgatorio de Roberto Rochín
- El frasco d'Alberto Lecchi
- La ventana de Carlos Sorín
- Parque vía de Quique Rivero
- El artista de Mariano Cohn i Gastón Duprat /
- 199 recetas para ser feliz d'Andrés Waissbluth
- La cámara oscura de María Victoria Menis
- Carmo de Murilo Pasta
- Tony Manero de Pablo Larraín

### Documentals de la secció oficial
- El último guión. Buñuel en la memoria de Gaizka Urresti i Javier Espada
- New Dominican York de Daniel Melguizo
- Hit de Claudia Abend y Adriana Loeff
- Corazón de fábrica d'Ernesto Ardito i Virna Molina
- El olvido de Heddy Honigmann
- Parador Retiro de Jorge Leandro Colás
- Intimidades de Shakespeare y Víctor Hugo de Yulene Olaizola
- Titón, de la Habana a Guantanamera de Mirtha Ibarra
- O clube dos sem teto de Claudia Brenlla
- Siete instantes de Diana Cardozo
- La horda de Luis Gerardo Ramos
- La amenaza
- Construcción de una ciudad de Néstor Frenkel
- Fragmentos rebelados de David Blaustein

### Recordatori a Ulises Dumont
- El mismo amor, la misma lluvia (1999) de Juan José Campanella
- No habrá más penas ni olvido (1983) d'Héctor Olivera
- Rosarigasinos (2001) de Rodrigo Grande
- Yepeto (1999) d'Eduardo Calcagno

### Recordatori a Leonardo Favio
- El dependiente (1969)
- Gatica, el mono (1993)
- Soñar, soñar (1976)
- Nazareno Cruz y el lobo (1974)
- Aniceto (2007)

### País convidat: Cinema xicano
- Raíces de sangre (1979) de Jesús Salvador Treviño
- El Norte (1984) de Gregory Nava
- La meva família (1995) de Gregory Nava
- American Me (1992) d'Edward James Olmos
- Made in L.A (2007) d'Almudena Carracedo Verde
- Salt of the Earth (1954) de Herbert Biberman

## Jurat
El jurat de llargmetratges era compost pel director colombià Sergio Cabrera, la periodista Rosa Maria Calaf, l’actriu Manuela Velasco, el director del festival Cinema Jove de València Rafael Maluenda i l'escriptora Marta Belluscio.

## Premis
Els premis atorgats en aquesta edició foren:
| Categoria                                           | Premiat                                  | Treball                                    |
| --------------------------------------------------- | ---------------------------------------- | ------------------------------------------ |
| Premi de l'Audiència                                | El frasco                                | Alberto Lecchi                             |
| Millor director                                     | Andrés Wood                              | La buena vida                              |
| Millor opera prima                                  | El artista                               | Mariano Cohn i Gastón Duprat               |
| Millor llargmetratge (Premi AECID)                  | Desierto adentro                         | Rodrigo Plá                                |
| Millor actor                                        | Antonio Larreta                          | La ventana                                 |
| Millor actriu                                       | Leticia Brédice                          | El frasco                                  |
| Millor guió (Premi Casa Amèrica Catalunya)          | El frasco                                | Pablo Solarz                               |
| Millor documental                                   | Intimidades de Shakespeare y Víctor Hugo | Yulene Olaizola                            |
| Menció al documental                                | Corazón de fábrica                       | Ernesto Ardito i Virna Molina              |
| Premi Radio Exterior de España al millor documental | El olvido                                | Heddy Honigmann                            |
| Millor curtmetratge                                 | El empleo                                | Santiago Bou Grasso Patricio Gabriel Plaza |
| Menció al curtmetratge                              | Pelo Ouvido                              | Joaquim Haickel                            |
| Premi Ángel Fernández-Santos                        | Diego Galán Fernández                    |                                            |